# 2000 CR92
2000 CR92 är en asteroid i huvudbältet som upptäcktes den 6 februari 2000 av LINEAR i Socorro County, New Mexico.
Asteroiden har en diameter på ungefär 7 kilometer och den tillhör asteroidgruppen Koronis.